# Estación de San Bartolomé
San Bartolomé es una estación de ferrocarril situada en el municipio español de San Bartolomé de la Torre, en la provincia de Huelva (Andalucía). Formaba parte del ferrocarril de Tharsis, que estuvo operativo entre 1871 y 1999. En la actualidad las instalaciones se encuentran clausuradas y fuera de servicio.

## Situación ferroviaria
La estación se encuentra situada en el punto kilométrico 21,685 de la línea férrea de vía estrecha Tharsis-Río Odiel, a 95 metros de altitud.

## Historia
El ferrocarril de Tharsis fue inaugurado el 6 de febrero de 1871, tras varios años de obras. La construcción corrió a cargo de la Tharsis Sulphur and Copper Company Limited, empresa de capital británico que poseía varias minas en la zona y buscaba dar salida al mineral extraído. El trazado disponía de una serie de estaciones intermedias, entre las cuales estaba la de San Bartolomé. El recinto se encontraba situado a 2,5 kilómetros de la población de San Bartolomé de la Torre. Las instalaciones, que contaban con una vía de apartadero para permitir el cruce de los trenes mineros, también dispusieron durante muchos años de servicio de viajeros. La vía general entre Tharsis y Corrales fue clausurada al tráfico el 1 de enero de 2000, si bien el último tren había circulado una semana antes.

## Instalaciones
En sus orígenes el recinto ferroviario de San Bartolomé contaba con una serie de infraestructuras: el edificio principal de la estación, una casa para oficinas, dos muelles descubiertos, un pozo para agua, una casilla para el guardagujas y un almacén de carbón. Todo este conjunto fue construido en 1869. En la actualidad la estación dispone de dos vías de servicio y un andén, constituyendo de facto la estación terminal del trazado ferroviario que ha sido preservado. Las edificaciones y estructuras se encuentran en mal estado de conservación tras varias décadas de desuso.